# 등방적 복사체

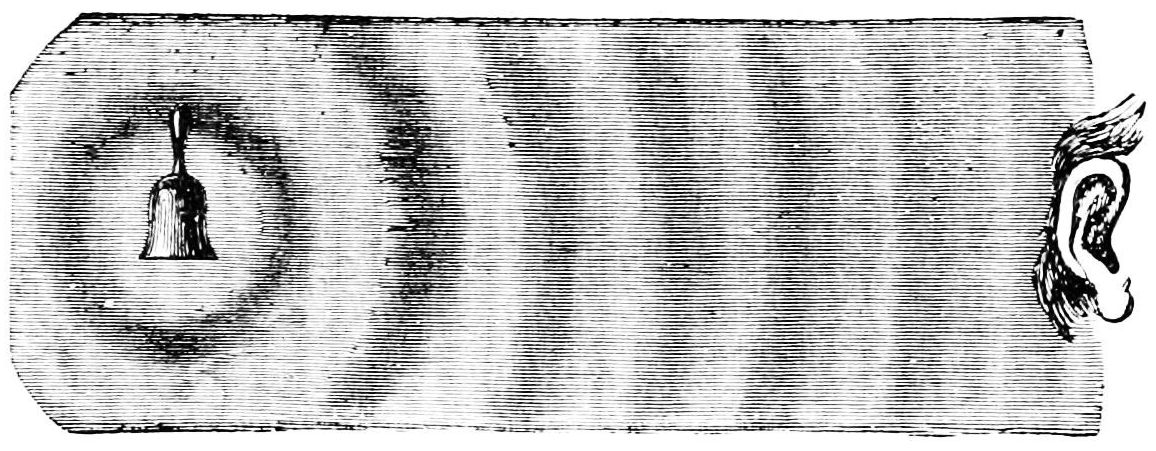
1878년 파퓰러 사이언스에 실린 등방적 음파 발생의 개념도. 파를 나타낸 원의 색깔이 점차 옅어지는 것은 음원에서 멀어질수록 세기가 역제곱하는 것을 나타낸다.

등방적 복사체(isotropic radiator)란 전자기파 또는 음파를 모든 방향으로 동일한 세기로 방출하는 이론적인 점원이다. 등방적 복사체는 특정한 복사 방향이 정해져있지 않으며 점원을 중심으로 한 구의 형상으로 모든 방향으로 균일하게 복사가 방사된다.
어떤 복사체가 등방적인지 여부는 람베르트 코사인 법칙을 따르는지 여부에 따라 결정된다. 예컨대 구형의 흑체는 등방적이며 또한 람베르티안하다. 납작평평한 흑체는 람베르티안하지만 등방적이지는 않다. 평평한 철판은 둘 다 아니다. 태양은 등방적이지만 주연감광에 의해 람베르티안은 아니다.